# Brabham BT54
Pour les articles homonymes, voir Brabham.
Chronologie des modèles (1985-1986)
Brabham BT53 Brabham BT55
La Brabham BT54, est une monoplace de Formule 1 conçue par Gordon Murray et David North et engagée par l'écurie britannique Brabham Racing Organisation dans le cadre du championnat du monde de Formule 1 1985. Elle est pilotée par le Brésilien Nelson Piquet et le Français François Hesnault, remplacé par le Suisse Marc Surer à partir du Grand Prix du Canada, cinquième manche de la saison. À son volant, Piquet obtient une pole position et une victoire.
En 1986, Riccardo Patrese prend le volant de la BT54 à l'occasion du Grand Prix de Grande-Bretagne afin de comparer ses capacités d'accélération avec la Brabham BT55, alors peu performante.

## Résultats en championnat du monde de Formule 1

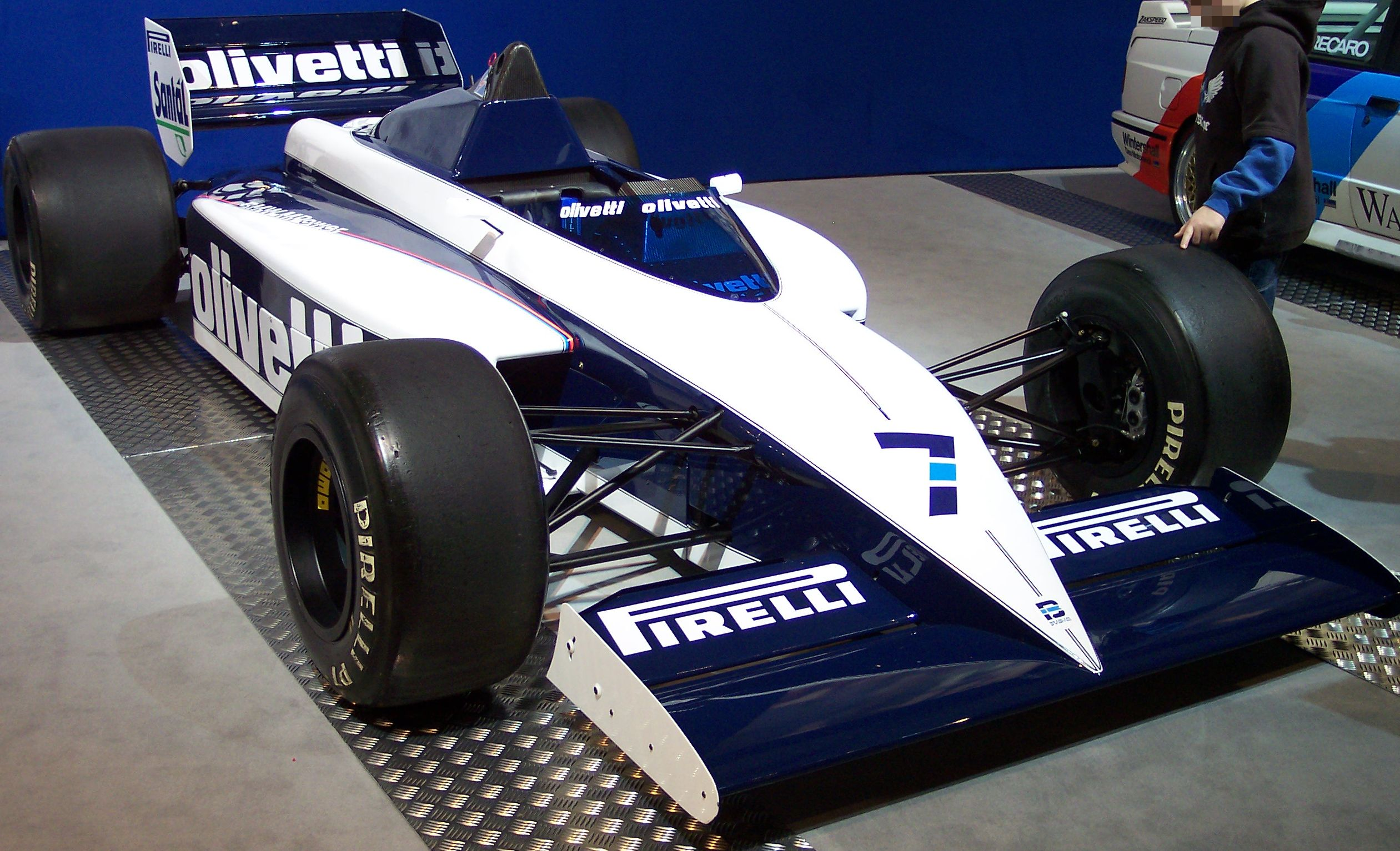
La Brabham BT54 en exposition.

| Saison | Écurie                        | Moteur        | Pneus   | Pilotes           | Courses | Courses | Courses | Courses | Courses | Courses | Courses | Courses | Courses | Courses | Courses | Courses | Courses | Courses | Courses | Courses | Points inscrits | Classement |
| Saison | Écurie                        | Moteur        | Pneus   | Pilotes           | 1       | 2       | 3       | 4       | 5       | 6       | 7       | 8       | 9       | 10      | 11      | 12      | 13      | 14      | 15      | 16      | Points inscrits | Classement |
| ------ | ----------------------------- | ------------- | ------- | ----------------- | ------- | ------- | ------- | ------- | ------- | ------- | ------- | ------- | ------- | ------- | ------- | ------- | ------- | ------- | ------- | ------- | --------------- | ---------- |
| 1985   | Motor Racing Developments Ltd | BMW M12/13 L4 | Pirelli |                   | BRÉ     | POR     | SMR     | MON     | CAN     | DET     | FRA     | GBR     | ALL     | AUT     | P-B     | ITA     | BEL     | EUR     | AFS     | AUS     | 26              | 5e         |
| 1985   | Motor Racing Developments Ltd | BMW M12/13 L4 | Pirelli | Nelson Piquet     | Abd.    | Abd.    | 8e      | Abd.    | Abd.    | 6e      | 1er     | 4e      | Abd.    | Abd.    | 8e      | 2e      | 5e      | Abd.    | Abd.    | Abd.    | 26              | 5e         |
| 1985   | Motor Racing Developments Ltd | BMW M12/13 L4 | Pirelli | François Hesnault | Abd.    | Abd.    | Abd.    | Nq.     |         |         |         |         |         |         |         |         |         |         |         |         | 26              | 5e         |
| 1985   | Motor Racing Developments Ltd | BMW M12/13 L4 | Pirelli | Marc Surer        |         |         |         |         | 15e     | 8e      | 8e      | 6e      | Abd.    | 6e      | 10e     | 4e      | 8e      | Abd.    | Abd.    | Abd.    | 26              | 5e         |
| 1986   | Motor Racing Developments Ltd | BMW M12/13 L4 | Pirelli |                   | BRÉ     | ESP     | SMR     | MON     | BEL     | CAN     | DET     | FRA     | GBR     | ALL     | HON     | AUT     | ITA     | POR     | MEX     | AUS     | 2*              | 9e         |
| 1986   | Motor Racing Developments Ltd | BMW M12/13 L4 | Pirelli | Riccardo Patrese  |         |         |         |         |         |         |         |         | Abd.    |         |         |         |         |         |         |         | 2*              | 9e         |

Légende : ici
* 2 points marqués en 1986 avec la Brabham BT55.